# Arthur Janov
Pour les articles homonymes, voir Janov.
 (octobre 2017).
Si vous disposez d'ouvrages ou d'articles de référence ou si vous connaissez des sites web de qualité traitant du thème abordé ici, merci de compléter l'article en donnant les références utiles à sa vérifiabilité et en les liant à la section « Notes et références ».
Arthur Janov (né le 21 août 1924 à Los Angeles (Californie) et mort le 1er octobre 2017 à Malibu (Californie)) est un psychologue américain.
Il est l'inventeur d'une thérapie psychologique, la thérapie primale dont l'objectif est d'amener les patients à revivre les souffrances profondes réprimées dès la petite enfance afin de comprendre leurs émotions et sensations.

## Biographie
Arthur Janov, docteur en psychologie, est le fondateur de l’institut primal de Los Angeles (Janov Primal Center de Venice). Il est membre de l’Association américaine de psychologie et conseiller pour le Narcotic Outpatient Program de l’État de Californie. Il a été pendant plus de quinze ans psychiatre conventionnel avant de créer sa propre thérapie : la thérapie primale.
Arthur Janov est l'auteur d'une dizaine d'ouvrages, notamment Le Cri primal (1970) et Prisonniers de la souffrance (1980). Ses publications ont été traduites en plus de quinze langues.
Il anime le "Janov Primal Center", un centre de recherches et de formation en Californie, près de Los Angeles, avec son épouse France Janov, également thérapeute primale, avec laquelle il.

## Découverte de la thérapie primale
Selon Janov, au cours d'une séance de psychothérapie de groupe, alors qu'il demandait à un de ses patients d'appeler son père et sa mère, morts depuis de nombreuses années, l'individu a poussé un cri glaçant et plein de désespoir "comme une personne qu'on assassine", puis est tombé au sol pris de convulsions et de hoquets de pleur comme celles d'un nourrisson. Après cet épisode de cris, de pleurs, d'appel à l'aide, le patient serait parvenu à faire des progrès dans la compréhension de ses troubles pathologiques, notamment en reliant son sentiment de vide à la négligence dont il avait été l'objet de la part de ses parents dès le plus jeune âge.
Fortement impressionné par cette expérience, Arthur Janov s'est alors intéressé aux souffrances secrètes et enfouies de l'enfance dont le souvenir n'est pas accessible immédiatement. Sur un plan thérapeutique, ses efforts ont consisté à reproduire ce type de "déclenchement" des émotions primales pour élaborer une méthode de guérison. La thérapie primale qu'il propose se fonde sur sa compréhension des dynamiques du refoulement et du moyen de faire remonter l'histoire passée à la surface au travers de l'exploration des émotions et des sensations qui travaillent les patients et constituent le fond de leur mal-être. À la différence de Freud, Janov considère que le refoulement n'est pas une mise à distance des pulsions, mais des manques profonds ressentis dès l'enfance et générant une souffrance continuellement réprimée.

## Origine des maladies mentales et des symptômes
Selon les recherches d'Arthur Janov, les maladies mentales (psychoses, états dépressifs…) comme les symptômes et les troubles du comportements (anxiété, compulsion, insomnie, boulimie, troubles obsessionnels, addictions, toxicomanies…) trouvent leur origine dans une modification progressive des capacités fonctionnelles du cerveau et du système nerveux à intégrer les informations physiologiques envoyées par l'organisme. De tels désordres révèlent une prise en charge inadéquate des besoins fondamentaux des individus par leur environnement, et ce dès la petite enfance jusqu'à l'âge adulte. Le manque d’amour, les privations des besoins fondamentaux (sommeil, nourriture…) mais aussi les  négligences (indifférence, manque d'attention, faible sécurité affective…) ou encore les violences (coups, insultes, incestes, viols…) altèrent profondément l'équilibre nerveux des individus.
La conséquence est une tension interne permanente qui affecte l'organisme et la conscience même des individus qui se sont développés sans pouvoir traiter entièrement et réagir aux signaux internes qu'ils combattent. Le cerveau supérieur, le cortex, exerce alors une forte répression contre notamment les signaux du système limbique. Cette tension interne permanente conduit à un état général de mal-être et d'irréalité, concept qui désigne la résultante névrotique de ce processus de réponses inadéquates et d'éloignement acquis par rapport aux signaux témoignant des besoins fondamentaux. Le patient a été contraint (ou encore contraint) de mettre à distance la réalité de ses souffrances et de construire une personnalité en opposition avec ses besoins et signaux réels. Ceux-ci continuent à se faire sentir au travers de comportements symboliques qui permettent de "déjouer" la souffrance causée par la répression des besoins réels. Mais les comportements de "déjouement" de la souffrance ou comportements symboliques manifestent les manques réels censurés et témoignent de la tension interne de répression. La personnalité développée est l'expression du mécanisme de défense. C'est alors une réponse névrotique et très résistante pour faire face à la répression des besoins réels et naturels des individus, ce qui produit généralement un sentiment de vidé intérieur, d'épuisement, de lassitude, d'idées morbides.

## Thérapie primale

### Objectif des séances de la thérapie primale

#### Revécu des émotions et des souffrances enfouies dans le refoulement
Selon Janov, en proposant aux personnes de revivre des émotions enfouies, lors de séances de thérapie primale, ceux-ci prennent conscience de manques dus à des besoins fondamentaux frustrés (sécurité, protection, affection, attention, respect de l'enfant…). Dans les séances qu'il organise, il propose aux personnes d'exprimer et de revivre des émotions.
Ainsi, assistés et encouragés à revivre les souffrances les plus effrayantes et les plus enfouies, les participants ne doivent ni les "affronter" ni les "surmonter", mais s'en libérer en développant une expression "primale" simple de leur souffrance. Janov estime qu'au fil des séances, la tension interne liée à différents épisodes ou différents contextes se résorbe alors progressivement.
Le principe d'introspection diffère de la thérapie psychanalytique par la parole (« talking cure ») puisque les modalités, comme l'objectif du processus, ne gravitent pas autour d'une mise en récit de ses souffrances. Au contraire, il s'agit ici de s'appuyer sur l'histoire personnelle du patient pour faire émerger des émotions et les explorer (comme on suit le fil d'une pelote de laine). Explorer ses émotions actuelles, ses désordres et ses souffrances présentes permet alors de les relier à des souffrances profondes de l'enfance qui sont alors revécus avec toute leur intensité, mais cette fois par un individu adulte capable alors de ne pas les censurer pour survivre. Cet accès au ressenti d'émotions passées par l'individu adulte lui offre la possibilité d'éprouver les épisodes enfouis et d'accéder à des pans entiers de sa mémoire, autrement inaccessibles du fait de l'effet de répression acquise des souffrances "primales".
Selon Janov, certains patients au long passé dépressif ou toxicomaniaque souffrent des tensions liées à des émotions que les thérapies « sans ressenti » ne leur permettent d'exprimer de façon adéquate par des pleurs, des cris, des larmes. Souvent, malgré la possibilité de reconstituer la trame chronologique de leur enfance, le souvenir demeure en effet abstrait et encore complètement névrotique puisqu'il lui manque la charge émotionnelle mise à distance à la suite des traumatismes profonds. Selon Janov, l'exploration des différents dossiers biographiques sans ressenti précis des émotions et des souffrances n'apporte pas le souvenir précis des « souvenirs écrans », ni pourquoi ces derniers sont en relation non avec des symboles mais avec des ressentis qui hantent les individus. Dès lors, il faut amener les individus à explorer leurs souvenirs pour dévoiler les charges émotionnelles relatifs à ceux-ci.

## Critique des thérapies psychanalytiques traditionnelles
Arthur Janov considère que les avancées scientifiques de ces dernières décennies sur le fonctionnement du cerveau rendent obsolètes les concepts freudiens  ou d'autres approches (notamment la Gestalt-thérapie ou les approches comportementalistes ).
Dans ses ouvrages, Arthur Janov expose les raisons pour lesquelles, selon lui, nombre de thérapies s'avèrent inefficaces, car conduisant soit à une mise en récit des souffrances demeurant inappropriée et inefficace pour agir sur les troubles, soit à une maîtrise limitée des symptômes, sans permettre de ressentir ses souffrances ni d'explorer le fond réel des troubles psychologiques, qui ressurgissent fréquemment.
Ces prises de position très critiques et les résultats qu'il revendique amènent une certaine méfiance envers ses travaux encore aujourd'hui peu discutés.

## Recherche sur l'anatomie des maladies mentales

### Mesures physiologiques et thérapie psycho-physiologique
Arthur Janov travaille en outre avec une équipe de chercheurs liée aux centres de thérapie primale. En effet, lors des épisodes de revécu primal, de nombreux paramètres physiologiques se modifient de façon spectaculaire comme le rythme cardiaque, la pression artérielle, le rythme respiratoire, concentration hormonales, taux de cortisol, etc. De plus, après le revécu d'épisodes fondamentaux pour l'histoire du patient, un retour à la normale de certains paramètres physiologiques conduisent Arthur Janov à parler de Guérison primale (2009).
Son équipe s'emploie à recueillir des données expérimentales pour documenter scientifiquement ses observations depuis 1971  et à relier celles-ci aux publications récentes en neurologie.
Au fur et à mesure de leur travail, l'équipe d'Arthur Janov tend à comprendre ce qui se déroule lors des séances et comment il est possible d'encadrer un processus très progressif de retour à l'équilibre du système limbique des patients. « La thérapie primale n’est pas une psychothérapie mais une thérapie psycho-physiologique » résume ainsi le Dr Michel Holden, neurologue.

### L'étude de la gestation et la compréhension de l' «empreinte de naissance»
Par ailleurs, Arthur Janov s'intéresse également aux interactions entre les troubles du développement prénatal du fœtus et l'émergence ultérieure des symptômes morbides comme notamment la dépression chronique, les pulsions suicidaires, l'insomnie, etc. Les troubles névrotiques subis par la mère lors de la gestation seraient capables de perturber l'équilibre hormonal du développement du cerveau de l'enfant dès la vie intra-utérine et expliqueraient une orientation psycho-physiologique perturbée de certains individus (cf. Biologie de l'amour). Janov propose le concept d'"empreinte de naissance" pour expliquer pourquoi certains bébés pleurent sans cesse et produisent des individus qui semblent "prisonniers de la souffrance", alors même que leur enfance ne semble pas ni véritablement perturbée ou désastreuse.
Tandis que les premières conceptions de Freud introduisaient la petite enfance dans le domaine de l'étude de l'origine des troubles mentaux, Arthur Janov revendique l'exploration de l'ensemble du développement du corps et de l'esprit humain jusqu'à préconiser de prêter attention aux conditions de vie des mères (stress, pression psychologique au travail…) et aux conditions d'accouchement des enfants pour rendre compte des troubles psychologiques. Les problèmes du développement intra-utérin impactent le système nerveux et donc la réponse de certains enfants aux défis de leur environnement, entraînant un terrain favorable pour les troubles psychologiques ultérieurs qui se développent sur ce qu'il conceptualise comme "empreinte de naissance".
L'ouvrage d'Arthur Janov, Life before birth (2011), développe l'approche psycho-physiologique de la thérapie primale.

## Formation à la thérapie primale
Pour mieux situer les concepts spécifiques du travail d'Arthur Janov et son système de thérapie, il est nécessaire de ne pas « bricoler » de façon trop empirique. En effet, à la suite de l'enthousiasme suscité par son ouvrage Le Cri primal en 1970, une vague de thérapeutes auto-proclamées de « re-naissance » (rebirth) promettaient en effet aux patients de revivre les traumatismes de leur naissance au cours d'un travail thérapeutique allant à l'encontre des objectifs et des méthodes de la thérapie primale authentique.
Dans le centre de Venice en Californie, Arthur Janov propose une formation supérieure pour encadrer la pratique de la thérapie primale. En six années d'études, la formation aux techniques et la pratique du revécu primal doivent conduire les thérapeutes à assister les patients à l'expression et à la compréhension de leur souffrance primale. Par ailleurs, il demeure très vigilant sur la qualité de sa formation et ne valide ainsi les thérapeutes se prétendant « primal » que ceux qui sont passés par son centre avec un cursus complet.
Son centre de soins s’est ensuite déplacé à Santa Monica où travaille d’ailleurs une thérapeute française, Valérie Beausoleil, formée par Janov qui après avoir créé son cabinet à Paris, est retournée travailler avec Janov.
Les époux Janov animent de nombreuses conférences aux États-Unis et en Europe. De nombreuses vidéos (en anglais) expliquent les résultats fondamentaux de la thérapie primale 

## Influence d'Arthur Janov
Le nom de groupes de musique comme Tears for Fears et Primal Scream sont des clins d'œil à l'œuvre d'Arthur Janov.
Par ailleurs, John Lennon a suivi une thérapie primale, alors qu'il affrontait une forte toxicomanie et des comportements violents. L'album sorti en 1970 de John Lennon et Yoko Ono, intitulé Plastic Ono Band témoigne de sa thérapie primale, notamment le titre Mother.

## Ouvrages
- 1970 : Le Cri primal, Flammarion, Paris, 1975
- 1971 : Anatomy of mental illness, Putnam's, New York
- 1972 : Primal révolution, Simon and Schuster, New York
- 1973 : L'Amour et l'Enfant, Flammarion, Paris, 1977
- 1973-1978 : Journal of Primal Therapy, Los Angeles
- 1975 : Primal man, Thomas Cromell, New York
- 1980 : Prisonniers de la souffrance, Laffont, Paris, 1982
- 1982 : Empreinte, Laffont, Paris, 1983
- 1991 : Le Nouveau Cri primal, Presse de la renaissance, Paris, 1992
- 1996 : Le corps se souvient, Éditions du Rocher, Paris, 1997
- 2000 : Biologie de l'amour, Éditions du Rocher, Paris, 2001
- 2006 : Sexualité et subconscient, Éditions du Rocher, Paris
- 2009 : La Guérison primale - Les mots ne suffisent pas, Éditions Alphée-Jean Paul Bertand, Paris, 2009
- 2011 : Life Before Birth, Nti Upstream, Chicago, 2011